# Commune de Taheva

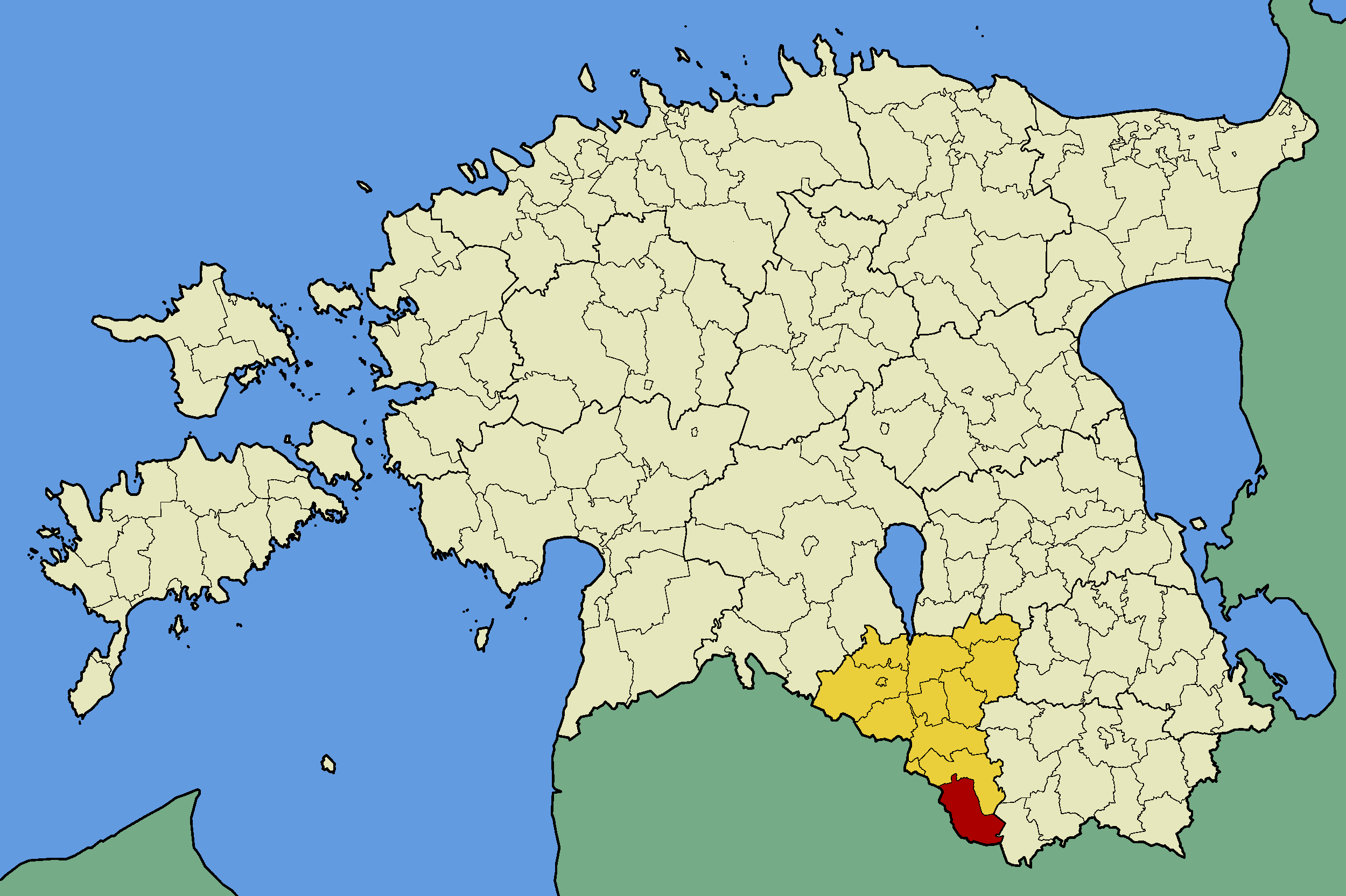
Localisation de l'ancienne commune de Taheva (rouge), dans le comté de Valga (jaune).

Taheva (en estonien : Taheva vald) est une ancienne commune rurale située dans le comté de Valga en Estonie. Son chef-lieu était Laanemetsa.

## Géographie
Elle s'étendait sur une superficie de 204,7 km2 à l'extrémité sud du comté et était frontalière de la Lettonie. 67 % de son territoire était occupé par des lacs et des forêts.
Elle comprenait les villages de Hargla, Kalliküla, Koikküla, Koiva, Korkuna, Laanemetsa, Lepa, Lutsu, Ringiste, Sooblase, Taheva, Tõrvase et Tsirgumäe.

## Histoire
Taheva (alors Taiwola) était avant la réforme de 1919 un domaine seigneurial appartenant à la paroisse (Kirchspiel) d’Harjel.
À la suite de la réorganisation administrative d'octobre 2017, elle fusionne avec Karula, Õru, Tõlliste et Valga pour former la nouvelle commune de Valga.

## Démographie
En 2012, la population s'élevait à 792 habitants.